# Трилер (птах)
Трилер (Chlamydochaera jefferyi) — вид горобцеподібних птахів родини дроздових (Turdidae). Це ендемік тропічних дощових лісів на острові Калімантан. Живиться фруктами. Довгий час відносини цього дивного дрозда з іншими птахами були не встановлені. Раніше його виділяли у самостійну родину.